# Palacio de Clavería
El palacio de Clavería,conocido también como palacio Norte, es un edificio renacentista del siglo XVI con elementos del siglo XVII, situado en las afueras de la localidad española de Aldea del Rey en la zona limítrofe con el casco urbano, en la provincia de Ciudad Real. A pesar de su importancia patrimonial, está incluido dentro de la Lista Roja de Patrimonio en peligro de la asociación Hispania Nostra.

## Historia
Fundado por Felipe II para albergar al Clavero de la Orden de Calatrava, quienes custodiaban el castillo y convento de la orden mayor cuando residían en ellos Maestres y los Caballeros de ahí el oficio de clavero.
La villa de Aldea del Rey fue residencia de los frailes de la Orden de Calatrava, moradores del Convento de Calatrava hasta 1217, y separada por Felipe II de la Mesa Maestral dándole la Dignidad de Clavería, motivo por el cual se construyó una casa encomienda conocida con el nombre de «palacio del Norte» o «palacio de la Clavería», donde vivió el Cardenal-Infante Fernando de Austria, hijo de Felipe III.
El palacio de Clavería, era el lugar de residencia del Clavero, cuarta dignidad de la Orden de Calatrava después del comendador mayor de Aragón. Se construyó en Aldea del Rey porque las dignidades de la Orden, como la del Clavero, residían normalmente en los lugares cuyos beneficios usufructuaban por ser inherentes a su cargo. El Clavero, como su nombre indica, tenía a su cargo la custodia de las llaves del castillo-convento.
Su última utilidad práctica fue la de servir de casa-cuartel de la Guardia Civil.

## Descripción
Formado por dos plantas y un patio que articula el espacio interior; en la fachada de ladrillo y sillería destaca su portada, sobre ella un balcón de forja flanqueado por pilastras jónicas y coronado por un frontón triangular decorado con cuatro escudos (uno de Fernando de Córdoba, clavero de la Orden). En el interior, el patio con columnas toscanas y zapatas de madera en las cuatro crujías da paso a otras dependencias. También forman parte de esta construcción las caballerizas y la bodega.
En la fachada del palacio, encima del entrada principal, se puede apreciar un blasón con los escudos de armas de uno de los maestres de la orden. Al igual que otras edificaciones de la zona, para su construcción se utilizaron materiales de origen volcánico, muy frecuentes por la zona. 

## Conservación
A pesar de encontrarse bajo la protección del Decreto 17/1992, de 19 de febrero (D.O.C.M. del 4 de marzo de 1992) y dedeclararse Bien de Interés Cultural, con la categoría de monumento, se encuentra en estado crítico de abandono, con la cubierta hundida y su patio porticado ha desaparecido prácticamente. Su código de identificación como BIC es RI-51-0006928.
Actualmente se encuentra invadido por otras construcciones que han ido «robándole» espacio. Su estado de conservación es del todo lamentable, aunque el ayuntamiento de Aldea del Rey, con ayuda de la Junta de Comunidades de Castilla-La Mancha lo ha adquirido para formar parte del patrimonio público y para restaurarlo y hacer en él una biblioteca y una hospedería.